# Richard W. Burkhardt, Jr
Pour les articles homonymes, voir Burkhardt.
Richard Wellington Burkhardt, Jr (né en 1944) est un historien des sciences américain spécialisé en histoire de la biologie, de l'évolution et de la pensée sociale, et en relations sociales de la science. Il est professeur d'histoire à l'université de l'Illinois à Urbana-Champaign.

## Travaux
Richard W. Burkhardt, Jr. consacre la première partie de ses travaux à Jean-Baptiste Lamarck. Dans The Spirit of System: Lamarck and Evolutionary Biology, Burkhardt replace les apports de Lamarck dans l'histoire de la biologie, notamment la manière dont s'est formée sa pensée à la fin du XVIIe siècle, avec les idées de mutabilité des espèces et de génération spontanée qui l'ont amené à « concevoir une véritable "marche de la nature": la succession organique de complexité croissante était l'ordre même de la constitution progressive des êtres organisés. ».

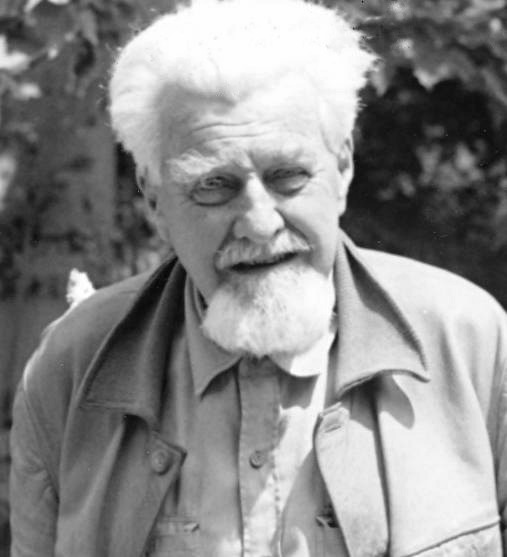
Konrad Lorenz (1903-1989).

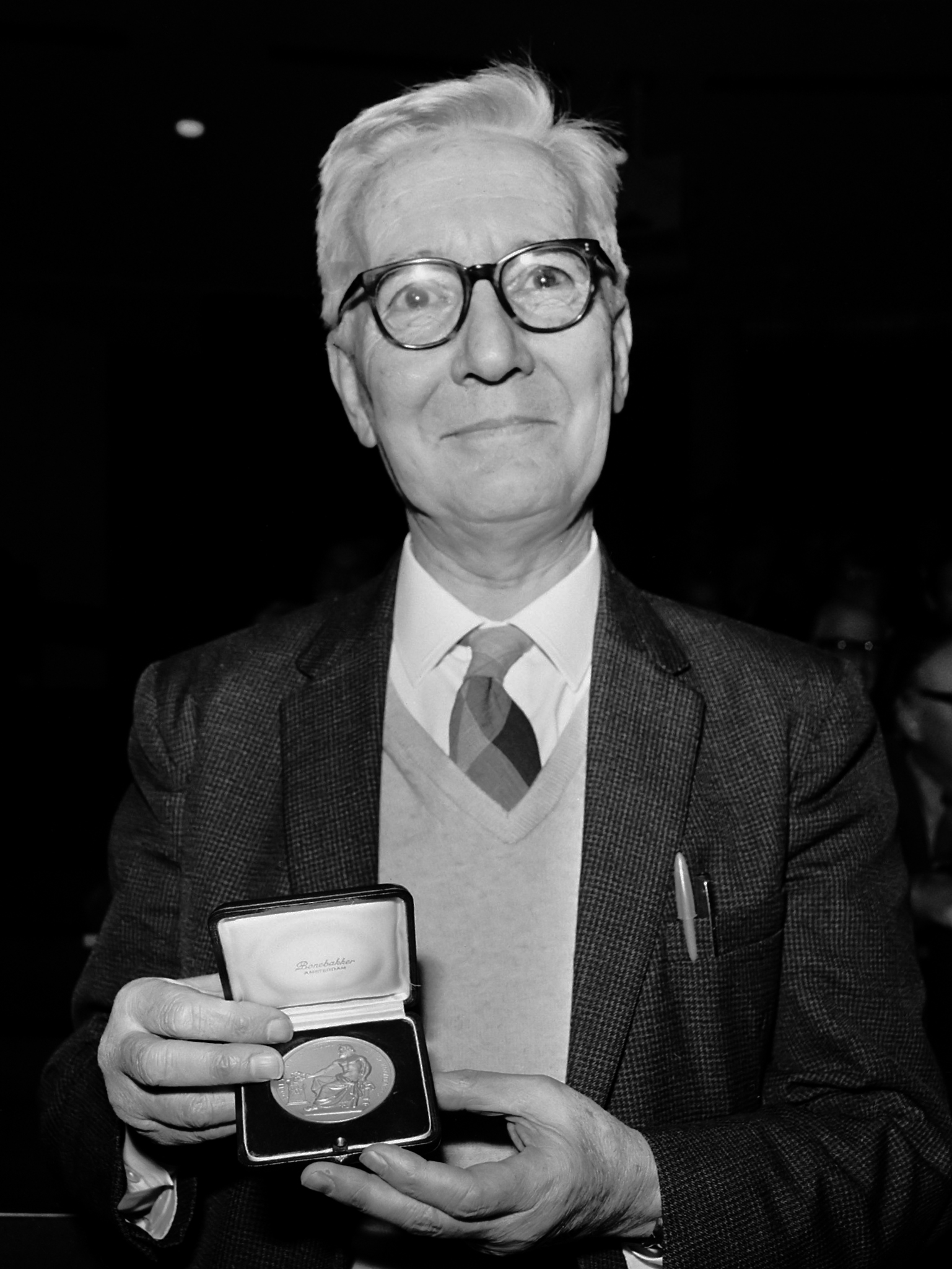
Nikolaas Tinbergen (1907-1988).

Dans son livre Patterns of Behavior: Konrad Lorenz, Niko Tinbergen, and the Founding of Ethology, Burkhardt suit la trace des théories scientifiques, des pratiques, des sujets au sein de la construction d'une discipline essentielle à notre compréhension de la diversité de la vie. Au centre de cette histoire figurent Konrad Lorenz et Nikolaas Tinbergen, lauréats 1973 du prix Nobel dont les recherches ont aidé à légitimer le champ de l'éthologie et ont attiré l'attention internationale sur la recherche comportementale. Burkhardt démontre la manière dont les pratiques, les politiques et les lieux ont façonné les "écologies de l'éthologie", et la transformation de cette discipline depuis les recoins de l'histoire naturelle jusqu'au premier plan des sciences biologiques. Le titre est à double sens, puisque le livre traite de l'histoire de l'émergence, de l'établissement et du destin de l'éthologie classique en tant qu'étude biologique du comportement, mais il traite aussi des comportements des fondateurs de la discipline —Lorenz et Tinbergen—, leurs prédécesseurs, leurs successeurs et leurs contemporains.
Il s'est intéressé aussi à l'histoire des débuts du premier zoo public de l'ère moderne, la ménagerie du Jardin des plantes, à Paris.

## Prix et distinctions
Il reçoit en 2006 le prix Pfizer décerné l’History of Science Society pour son livre Patterns of Behavior: Konrad Lorenz, Niko Tinbergen, and the Founding of Ethology,,,.

## Publications
- Richard W. Burkhardt, Jr,, « Le concert à l’Orang-outan », Les Amis du Muséum national d'histoire naturelle ; Publication trimestrielle, no 269,‎ mars 2017 (lire en ligne, consulté le 29 octobre 2019)Traduit de l'anglais par Yves Cauzinille
- (en) Richard W. Burkhardt, Jr, The Spirit of System : Lamarck and evolutionary Biology, Londres, Harvard University Press, 1977, 285 p..
- (en) Richard W. Burkhardt, Patterns of Behavior : Konrad Lorenz, Niko Tinbergen, and the Founding of Ethology, University of Chicago Press, 2005, 636 p. (ISBN 978-0-226-08090-1, lire en ligne).
- (en) Richard W. Burkhardt, Jr., « The Inspiration of Lamarck's Belief in Evolution », Journal of the History of Biology, vol. 5, no 2,‎ 1972, p. 413-438 (lire en ligne).
- Burkhardt R. W. Jr., « La ménagerie et la vie du Muséum », dans Blanckaert C. et al.(eds.), Le Muséum au premier siècle de son histoire, Paris, Muséum national d'histoire naturelle, 1997, p. 481-508.
- Richard Burkhardt, « La voix du gardien du lion, ou les significations multiples des animaux de la ménagerie du Muséum d’Histoire Naturelle », Annales historiques de la Révolution française,‎ octobre 2014 (DOI 10.4000/ahrf.13287, lire en ligne).
- (en) Richard W. Burkhardt, Jr, « The Leopard in the Garden: Life in Close Quarters at the Muséum d’Histoire Naturelle », Isis, vol. 98,‎ 2007, p. 675-694.
- (en) Richard W. Burkhardt, Jr, « Lamarck, evolution, and the inheritance of acquired characters », Genetics, vol. 194,‎ 2013, p. 793-805.
- (en) Richard W. Burkhardt, Jr, « Tribute to Tinbergen: putting Niko Tinbergen’s ‘four questions’ in historical context », Ethology, vol. 119,‎ 2013, p. 1-9.